# شورشفان إبراهيم
شورشفان إبراهيم، نحّات سوري، من مواليد منطقة عفرين- قرية بريمجة عام 1982. هو خريج معهد الفنون التطبيقية - قسم النحت عام 2005.

## المعارض
شارك في عددٍ من المعارض الجماعية وأقام عدداً من المعارض الفردية، منها:
- 2013 - ورق وخيطان، مجاني لجمهور، كلاويج غاليري، عفرين، سوريا.
- 2013 - شورشفان 1، كلاويج غاليري، عفرين، سوريا.
- 2014 - لوحة بكل بيت، قرية برمجه، سوريا.
- 2014 - دفتر الملاحظات، أرك نت، عفرين سوريا.
- 2014 - جسر، روزانا غاليري (استانبول)، نهاوند غاليري (غازي عنتاب)، تركيا.

أما مشاركاته في ملتقيات النحت فهي:
- 2005 - مهرجان السنديان، طرطوس سوريا.
- 2007 - النحت على جرف صخري طرطوس، سوريا.

المعارض الجماعية التي شارك بها الفنان (شورشفان إبراهيم) هي:
- 2005 - التخرج، المركز الثقافي العربي، دمشق سوريا
- 2006 - 2010، معارض الربيع، وزارة الثقافة دمشق، سوريا.
- 2009 - التشكيل في الأسمنت، المركز الثقافي الفرنسي. دمشق، سوريا
- 2011 - معرض شغف، جورج كامل غاليري، دمشق، سوريا
- 2014 - افتتاح كلاويج غاليري، عفرين، سوريا
- 2014 - أطفال و محترفين، كلاويج غاليري، سوريا
- 2015 - كردستان للفن التشكيلي، آمد (ديار بكر)، تركيا
- 2015 - 30 فنان لأجل الحرية، صالون كورنوسكي، آنجه، فرنسا

ورشات العمل التي اشتغل بها فهي:
- 2009 - التشكيل في الأسمنت 1، بالتعاون مع (شغل وفن)، دمشق، سوريا
- 2010 - التشكيل في الأسمنت 2، بالتعاون مع (شغل وفن)، دمشق، سوريا
- 2014 - أطفال ومحترفين، بالتعاون مع كلاويج غاليري، عفرين، سوريا